# Le Téléphone Pleure
Le Téléphone Pleure is een Franstalig nummer van Claude François uit 1974.
Het tweede nummer op de single was Quand la pluie finira de tomber.

## Covers
In 1975 verscheen een Italiaanse versie van het nummer, Piange... Il Telefono van Domenico Modugno en Francesca Guadagno. Het nummer werd zo populair dat er een film werd gemaakt op basis van de songtekst, Piange... il telefono. De film was van de hand van Lucio De Caro met in de hoofdrollen Domenico Modugno, Francesca Guadagno, Marie Yvonne Danaud en Claudio Lippi. Voorts verschenen er covers in het Spaans (Llora el teléfono van Jose Carlos), Engels (Tears On The Phone van Glen Curtin en Kathy Barnet en Braziliaanse (O telefone chora van Marcio José en Liriel) versie van het nummer.
Het nummer werd in 1990 gecoverd in het Nederlands door de Belgische artiesten Silvy Melody en Danny Fabry. Het tweede nummer op de single was S.O.S. Het liedje verscheen op haar album 10 uit 1991.

## Meewerkende artiesten

### versie Silvy Melody
- Producer: 
  - Fred Bekky
- Muzikanten:
  - Silvy De Bie (zang)
  - Danny Fabry (zang)
  - Fred Bekky (programatie)